# Kovács Kálmán (irodalomtörténész)
Kovács Kálmán (Kaposszentbenedek, 1930. május 6. – Debrecen, 1983. január 21.) magyar irodalomtörténész, egyetemi tanár, az irodalomtudományok kandidátusa (1961).

## Élete
1948-ban érettségizett Csurgón, ezután a debreceni Kossuth Lajos Tudományegyetemen, magyar-angol szakon tanult tovább. 1953-ban egyszakos oklevelet szerzett, mivel időközben megszüntették a nyugati nyelvek oktatását. 1953 és 1956 között aspiráns volt Barta János mellett.
1956-ban egyetemi adjunktussá nevezték ki. 1961 és 1963 között magyar irodalomtörténetet oktatott az újvidéki egyetemen a magyar–jugoszláv kulturális egyezmény keretében.
Miután hazatért, az Alföld című lap szerkesztésével foglalkozott. 1969 februárjától 1978 márciusáig a folyóirat főszerkesztője volt. 1976-ban egyetemi tanárrá nevezték ki. Tudományos érdeklődésének homlokterében a 19. századi magyar irodalom és kritika állott, de foglalkozott a kortárs magyar irodalommal is.
Tagja volt a Magyar Írók Szövetségének, a Kritikusok Nemzetközi Szövetségének, valamint az MTA Irodalomtudományi Bizottságának.

## Művei
Több tanulmányát jelentették meg az Alföld, az Irodalomtörténet, a Helikon, a Tiszatáj és más lapok hasábjain, valamint különböző tanulmánykötetekben, egyetemi jegyzetekben.
Kötetei is megjelentek, a fontosabbak:
- Fejezet a magyar kritika történetéből (Bp., 1963)
- Eszmék és irodalom (Bp., 1975)